# Scotinella pugnata
Scotinella pugnata is een spinnensoort uit de familie van de Phrurolithidae.
De wetenschappelijke naam van de soort werd in 1890 als Phrurolithus pugnatus gepubliceerd door James Henry Emerton.